# Щелкунчик и волшебная флейта
«Щелкунчик и волшебная флейта» — российский анимационный фильм студии «Сказка» и кинокомпании СТВ, по мотивам балета Петра Ильича Чайковского «Щелкунчик». Главные роли в картине озвучили Фёдор Федотов и Любовь Аксёнова. Выход фильма в России состоялся 8 декабря 2022 года.

## Сюжет
В новогоднюю ночь юная Мари знакомится с заколдованным принцем Щелкунчиком и переносится в его волшебное королевство. Теперь это прекрасное место заполонили злобные крысы, но Мари с друзьями спасёт добрую сказку.

## Роли озвучивали
| Актёр                | Роль                                                                   |
| -------------------- | ---------------------------------------------------------------------- |
| Фёдор Федотов        | Георг                                                                  |
| Любовь Аксёнова      | Мари                                                                   |
| Пётр Иващенко        | баран Кудряш / Свиток / господин Раттер                                |
| Александр Гудков     | страус Красный Клюв                                                    |
| Диомид Виноградов    | Волшебник                                                              |
| Елена Шульман        | мама Мари / Шарлотта мачеха Георга, родная мать Филиппа и жена Эдуарда |
| Прохор Чеховской     | Филипп родной сын Шарлотты и Эдуарда и брат Георга                     |
| Екатерина Тихомирова | Маргарет подруга Георга                                                |
| Алексей Чумаков      | Король Эдуард отец Георга и Филиппа, муж Шарлотты                      |
| Ольга Кузнецова      | призрак бабушки Георга                                                 |

## Восприятие
Автор Кино Mail.ru Борис Гришин назвал мультфильм «добротной, качественной анимационной сказкой для новогодних праздников и Рождества», а среди минусов отметил современное музыкальное сопровождение. По данным Megacritic фильм имеет рейтинг 7,4 на основе отзывов зрителей и 5,5 по мнению профессиональных рецензентов. Кэт Кларк из The Guardian оценила «Щелкунчика» в 1 балл из 5, назвав его безвкусным, анимацию — средней, отрицательно высказавшись также об инертности ведущего женского персонажа. По мнению Дженнифер Борджет из Common Sense Media, «„Щелкунчик и волшебная флейта“ берёт знакомую сказку о заколдованном мальчике и придаёт ей интересный поворот… Хотя качество компьютерной анимации отстаёт на десять лет, талантливая озвучка и увлекательный сюжет помогают это компенсировать». Она ставит фильму 3 из 5.

## Примечание
1. ↑  Любовь Аксёнова, Камила Валиева, Мария Кожевникова и другие гости премьеры анимационного фильма «Щелкунчик и волшебная флейта». OK!. Дата обращения: 2 декабря 2022. Архивировано 19 января 2023 года.
2. 1 2  В Москве прошёл спецпоказ фильма «Щелкунчик и волшебная флейта». Дата обращения: 5 декабря 2022. Архивировано 5 декабря 2022 года.
3. ↑  Щелкунчик и волшебная флейта (2022). Кино Mail.ru (8 декабря 2022). Дата обращения: 27 августа 2023. Архивировано 27 августа 2023 года.
4. ↑  Щелкунчик и волшебная флейта (2022). megacritic.ru. Дата обращения: 2 февраля 2022. Архивировано 30 ноября 2022 года.
5. ↑  The Nutcracker and the Magic Flute review – fairytale mashup is a right turkey. The Guardian (13 декабря 2022). Дата обращения: 27 августа 2023. Архивировано 27 августа 2023 года.
6. ↑  The Nutcracker and the Magic Flute. Common Sense Media (2022). Дата обращения: 27 августа 2023. Архивировано 27 августа 2023 года.